# Steny Hoyer
Steny Hamilton Hoyer (New York, 14 juni 1939) is een Amerikaans politicus voor de Democratische Partij.
Hoyer is lid van het Amerikaanse Huis van Afgevaardigden en was de leider van de Democratische meerderheid in het Huis van Afgevaardigden van 2019 tot en met 2021. Hij is afgevaardigde voor het 5e congresdistrict van Maryland sinds 1981.
- International Standard Name Identifier: 0000 0004 4887 5439
- Library of Congress Control Number: n2002126085
- SNAC: w6193z6n
- Biographical Directory of the United States Congress: H000874
- Virtual International Authority File: 55979154
- WorldCat: E39PBJt3V3P3wBtDPbhrQDhWDq